# NGC 7494
NGC 7494 (również PGC 70568) – galaktyka eliptyczna (E1), znajdująca się w gwiazdozbiorze Wodnika. Odkrył ją Albert Marth 24 września 1864 roku.